# 石川凜果
石川 凜果（いしかわ りんか、1998年12月2日 - ）は日本の女優。愛知県出身。ジャストプロ所属。アイドルユニット「YOANI 1年C組」元メンバー。

## 人物
- 趣味：料理、ヘアアレンジ
- 特技：ダンス、新体操
- ℃-uteをはじめ、ハロプロが好き
- アイドルグループ「YOANI 1年C組」結成メンバー（2016年9月）。愛踊祭2018（2018年9月）をもってグループを卒業した。
- 2018年12月から2023年9月までスペースクラフト[2][3]。2024年4月よりジャストプロに所属。
- 「音楽劇 ヨルハVer1.2」（2018年2月）にて初舞台。「アリスインデッドリースクール楽園」（2018年8月）にて初主演。

## 出演

### 舞台
2018年
- 「音楽劇 ヨルハVer1.2」（2018年2月9日 - 13日、北千住・シアター1010） - フタバ 役
- アリスインプロジェクト「アリスインデッドリースクール楽園」（2018年8月8日 - 19日、池袋・シアターKASSAI） - 主演 百村信子 役

2019年
- アリスインプロジェクト「Dance! Dance! Dance! オルタナティブ」（2019年2月9日 - 17日、池袋・シアターKASSAI） - 金峰満知恵 役
- ドラマデザイン社「恋ばば十四歳!」雨チーム（2019年5月2日 - 6日、中野・劇場HOPE） - すみれ 役
- 進戯団夢命クラシックス×07th Expansion「ひぐらしのなく頃に～明～」（2019年7月25日 - 28日、ラゾーナ川崎プラザソル） - 竜宮レナ 役
- もぴプロジェクト「贋作 春のめざめ」（2019年8月30日 - 9月8日、中野ザ・ポケット） - ヒロイン ヴェン 役
- アリスインプロジェクト「アリスインデッドリースクール コネクト」（2019年11月8日 - 10日、新宿村LIVE） - 日替わりゲスト・竹内珠子 役
- 演劇ユニットGAIA_crew「真説 LinKAge～凛国異聞」碧の陣（2019年12月4日 - 7日、池袋・シアターグリーンBIGTREE THEATER） - 静果 役

2020年
- アリスインプロジェクト「アリスインデッドリースクール 永遠」（2020年4月1日 - 2日、新宿・シアターブラッツ） - 主演 百村信子 役
- LIVEDOG「LOCKDOWN」Teamガムテ（2020年8月22日 - 30日、新宿村LIVE） - 鈴木花 役
- TUFF STUFF「放課後戦記2020」Team Blue（2020年11月20日 - 22日、新馬場・六行会ホール） - 大構成美 役

2021年
- Girls feather「サンサーラ式葬送入門-普賢篇-」Aチーム（2021年2月4日 - 14日、池袋・シアターKASSAI） - 少女・聖藍子 役
- TOブックス「白豚貴族ですが前世の記憶が生えたのでひよこな弟育てます」（2021年3月24日 - 28日、新宿村LIVE） - ゲルダ 役
- 演劇ユニット☆宇宙食堂「スペースデブリっ娘」（2021年4月22日 - 26日、吉祥寺シアター） - ユウ 役
- BIGUP「リライト」（2021年7月7日 - 11日、中目黒・キンケロ・シアター） - 西希 役
- TUFF STUFF「放課後戦記2021～血塗られた首謀者～」☆チーム（2021年8月19日 - 20日、新馬場・六行会ホール） - 撃摘政兎 役
- AIPプロデュース『リーディングガールズ』（2021年9月23日 - 26日、新三河島・キーノートシアター）
  - 「月の光」 - 星野月子 役
  - 「唯一度だけ」 - 零華 役

- Capella2.5企画「三学演義2021～三国志教育プログラムが導入された学校で三国統一を目指します!」黄巾チーム（2021年12月2日 - 5日、池袋・シアターグリーン BIG TREE THEATER） - 双葉・イェリエル・乃愛 役

2022年
- E-Stage Topia「東京卍メロス」（2022年1月13日 - 18日、中野・ザ・ポケット） - アカネ 役
- 合同会社AIP『トリップ・オン・アンダーグラウンド』「居酒屋タイムスリップ」（2022年4月6日 - 10日、池袋・シアターKASSAI） - 厩戸皇子 役
- 合同会社アドアド『エターナルメロディ～終わらない歌を少女はうたう～』（2022年8月11日 - 14日、コフレリオ新宿シアター）
  - 「いつか出会う歌」 - 伊舎那 役
  - 「終わらない歌」 - 松田佐江 役

- 「DARKNESS HEELS～THE LIVE～2022」（2022年9月15日 - 20日、シアター1010） - ヤスカ 役

2023年
- 進戯団夢命クラシックス「花音～canon～」（2023年3月16日 - 21日、シアターサンモール） - スズネ 役
- 「ワールドトリガー the Stage」B級ランク戦開始編 - 三上歌歩 役
  - 東京公演（2023年8月5日 - 6日、北千住・シアター1010）
  - 大阪公演（2023年8月10日 - 13日、大阪・サンケイホールブリーゼ）
  - 東京凱旋公演（2023年8月18日 - 27日、天王洲・銀河劇場）

2024年
- E-Stage Topia「VALENT」（2024年2月7日 - 11日、中野・ザ・ポケット） - チョコ 役
- K-FARCE 朗読劇「シー・サイド」Bチーム （2024年12月4日 - 8日、中野・テアトルBONBON） - 片瀬藍 役

### ネット配信
- アリスインプロジェクト「オンライン学園バラエティ『アイガク！LIVE』」（2020年6月27日 - 28日、Youtube、ニコニコ生放送）[39][40]
- アリスインプロジェクト『ドナーイレブン&秋フェスオンライン』「舞台上映&キャストトーク」（2020年10月3日 - 9日、ZAIKO）[41]
- アリスインプロジェクト『アイガク!バトラーズ&ストーリーズ』「アイガク・ストーリーズ」（2021年5月21日 - 23日、ZAIKO）[42]
  - 「なごり雪」 - 長谷川蒼葉（5月21日）、田上紫央梨（5月23日） 役
  - 「メモリーレコード」 - 百瀬笑美（5月22日）、萬田玲紋（5月23日） 役

### アニメ
- NieR:Automata Ver1.1a（2023年） - フタバ 役[43]

### ゲーム
- フードファンタジー（2022年） - 鏡餅 役[44]、ヨークシャープディング 役
- キャットファンタジー（2024年） - エリナ・Ｋ・ハノーファー 役
- 刻のイシュタリア（2025年） - 赤月の白姫リリウム 役[45]

### 雑誌
- 美しいキモノ特別編集「振袖美人2020」振袖ヘアコレクション（2019年7月、ハースト婦人画報社）

## ユニット
- YOANI 1年C組（2016年9月 - 2018年9月）

代々木アニメーション学院によるアイドルユニット。東京・赤坂YOANIスタジオを拠点に定期公演を開催。2017年4月に1stシングル「おじさん」をリリース。初期メンバーは石川凜果、森崎りな、神木乃栞里、真城まゆ、安里唯、渡辺ありさ、咲坂柚衣、掛川渚、杉山風花の9名。2019年8月に解散した。